# Nicolas Miguet
Pour les articles homonymes, voir Miguet.
Nicolas Miguet, né le 16 janvier 1961 à Verneuil-sur-Avre (Eure), est un journaliste, homme d'affaires et homme politique français.
Éditeur de lettres d'information financière, il est doté d'une réputation sulfureuse dans les milieux financiers. Il a été condamné directement ou indirectement trois fois par l'Autorité des marchés financiers pour plus d'un million d'euros d'amendes.
Il a été aussi condamné à plusieurs reprises par la justice, notamment pour diffamation, injures, fraude fiscale, fraude à la TVA et escroquerie.
Conseiller municipal de Verneuil-sur-Avre à deux reprises, il fonde en 1999 son propre parti, le Rassemblement des contribuables français, généralement classé comme poujadiste. Sous cette étiquette, il tente de se présenter à la présidentielle en 2002, 2007, 2012, 2017 et 2022, échouant à chaque fois à obtenir les 500 signatures.

## Biographie

### Journaliste
En 1982, Nicolas Miguet devient journaliste tout en étant étudiant à l'Institut d'études politiques de Paris (promotion 1984). Pendant ses études (1980-1984), il milite au CELF, petit syndicat étudiant libéral proche des giscardiens, et est élu représentant étudiant à l'IEP.
Journaliste à la rubrique économie de La Croix, au Journal des finances, puis à Investir, il publie des ouvrages chez Pierre Belfond sur les montages fiscaux.
Il quitte Investir fin 1986 en tentant d’emporter le fichier client et crée son entreprise en février 1987 : lancement de la lettre confidentielle La Bourse. En octobre 1987, avant la chute boursière de fin octobre, il crée Business Bourse, un hebdomadaire spécialisé.
En 1988, il introduit 10 % du capital de NCM Communication au marché hors cote de la Bourse de Paris.
En 1989, il crée Le Quotidien de 89 et le mensuel grand public, Vous et Votre Argent. En octobre 1989, il fonde le quotidien économique, Le Temps de la Finance mais le retrait de financeurs le contraint à arrêter la publication et à déposer le bilan de NCM Communication. Le tribunal de commerce cède les actifs à l'éditeur Pierre Belfond mais, par ordonnance, lui restitue sa lettre La Bourse avec laquelle, en mars 1991, il relance son activité.
En mai 1991, il lance un hebdomadaire de seize pages vendu en kiosques, Bourse, puis l'hebdomadaire Capital et en février 1993 le premier service Audiotel d'actualité économique et de conseils boursiers. En septembre 1994, il crée Le Nouveau Quotidien de Paris, Sarl qui rachète Le Quotidien de Paris (de Philippe Tesson en liquidation depuis juillet 1994) avec le soutien du Front national. L'organe de presse dont la périodicité est devenue mensuelle voire trimestrielle cesse d'être diffusé en kiosque en novembre 1996 et se transforme pendant quelques mois en lettre politique quotidienne, proche des thèses de l'extrême droite. Le titre est vendu au début des années 2000.
En février 1997, une décision du tribunal de commerce de Paris interdit à Nicolas Miguet de gérer une société pendant cinq ans, condamnation confirmée en 1999 par la cour d'appel. Propriétaire de son groupe, il nomme son ancien banquier, Nicolas Martin du Nord comme PDG.
En 1999, il lance un journal intitulé L'Hebdo : le nouveau Minute pour récupérer le lectorat de l'hebdomadaire Minute en cessation de parution à la suite de la liquidation de la société éditrice. Échouant dans le rachat du fichier des abonnés de Minute au tribunal de commerce, il doit appeler son journal L'Hebdo et se consacre essentiellement à l'information boursière. L'Hebdo, devenu L'Hebdo-Bourse Plus en avril 1999, refuse toute publicité des entreprises. En 2011, le magazine revendique 12 000 abonnés et verse sur l'année 800 000 euros à la société personnelle de Nicolas Miguet, la Société civile de la Tour Grise, au titre de « prestations rendues ».

### Activités boursières
Nicolas Miguet donne des conseils boursiers depuis 1986. Il se veut également défenseur du petit actionnaire et dénonce « le bankstérisme et la voyoucratie patronale. ». Il est le fondateur, PDG, actionnaire majoritaire (75 %), rédacteur en chef, éditorialiste et principal journaliste de la société de presse cotée au marché libre « Nicolas Miguet et Associés », spécialisée dans le conseil boursier aux particuliers par différents médias, le journal L’Hebdo Bourse Plus, la lettre La Bourse où il gère un portefeuille fictif depuis 1987, un service audiotel, où il commente la séance boursière du jour et un site web commercial. L'ensemble de ces activités auraient dégagé un chiffre d’affaires de 70 000 euros en 2010 selon les comptes publiés par la société.
Ses conseils et avis, qui se fondent sur l'analyse économique, sont proposés dans ses publications, et côtoient des analyses techniques développées par Mustapha Ghailane. Ils sont généralement tranchés, allant souvent à l’encontre du consensus des analystes et des publications financières. Sa stratégie d’investissement est de conseiller le plus souvent des valeurs décotées, en difficulté ou en « recovery» pour tabler sur un rebond boursier, voire une OPA. Ainsi, il recommande à partir de 2000 avec des succès variables d’investir dans des titres comme Eurotunnel, Euro Disney, Atari ou DMC.
Le 7 avril 2004, disant détenir 27 % du capital d'Eurotunnel grâce à des pouvoirs, il met la direction en minorité. Selon la société ou l'Association de défense des actionnaires d'Eurotunnel (Adacte), cela serait 17%. Lors de cette AG, Charles Mackay, président, est remplacé par Jacques Maillot, ancien PDG de Nouvelles Frontières et Richard Shirrefs, directeur général, par Jean-Louis Raymond.
En 2005, Nicolas Miguet crée l'ARARE (Association pour la Représentation des Actionnaires Révoltés), qu'il préside depuis, et qui affiche l'objectif de défendre les intérêts des actionnaires individuels, et de les représenter dans le cadre des assemblées générales d'entreprises cotées. L'association dit avoir près de 3 000 membres en 2011. En 2018, l'association est présidée par Nicolas Miguet, avec pour bureau une salariée de la société de Nicolas Miguet et un dirigeant d'une autre société de Nicolas Miguet
En 2011, il réunit les pouvoirs du quart des actionnaires du Groupe Belvédère, et apporte son soutien à l'équipe de direction en place. Il publie les comptes de la société sur son site 15 jours avant leur parution officielle, ce qui lui vaut des soupçons de délit d'initié. L'Autorité des Marchés Financiers le condamne à 600 000 € d'amende en 2014 pour conflit d'intérêts dans cette affaire : la commission des sanctions de l'AMF a considéré que Nicolas Miguet « n'a[vait] pas, contrairement à l'obligation qui était la sienne en sa qualité de directeur de la publication et d'éditeur de publication de presse, porté à la connaissance de ses lecteurs les intérêts significatifs qu'il avait dans l'action Belvédère ».
Doté d'une réputation sulfureuse dans les milieux financiers,, Nicolas Miguet est très présent sur les forums boursiers internet. Les performances et résultats supposés de ses conseils tout comme ses condamnations y font l’objet de buzz et d’innombrables échanges entre internautes.

### Engagement politique
En 1977, il s'engage auprès des Jeunes Giscardiens dont il devient responsable dans l'Eure. Il dirige en 1978 la campagne du député UDF Pierre Monfrais, qui est réélu. Il est élu conseiller municipal de Verneuil-sur-Avre en 1989 et 1995.
Il crée en 1999 le Rassemblement des contribuables français, parti financé par appel à la générosité de ses lecteurs et sympathisants, également connu sous le sigle RCF. Ce mouvement politique milite en faveur de la baisse de la fiscalité. Pour ses détracteurs, il s'agit de poujadisme ; pour ses partisans, il s'agit plutôt de libéralisme. Nicolas Miguet a présenté, sous l'étiquette « Moins d'impôts maintenant ! », une liste aux élections européennes de 1999 qui a obtenu 1,77 % des voix. Il essaye d'être candidat à l’élection présidentielle de 2002 mais n'obtient pas les 500 parrainages, tout en prétendant y être parvenu, et dénonce une manipulation du Conseil constitutionnel. Il présente des candidats du RCF aux législatives de 2002, dont les affiches délivrent le slogan construit sur l'acronyme M.I.G.U.E.T. : « Moins d'impôts, gérer utilement, l'emploi pour tous ».
Le 16 juin 2006, il se déclare candidat à l’élection présidentielle de 2007, se voulant « apporteur d'idées et de talents » pour « toute future majorité de droite ». Son but est de « sauver la France de la faillite financière, de l'énarchie et de la corruption généralisée avant qu'il ne soit trop tard ». Il doit renoncer le 16 mars 2007, reconnaissant ne pas avoir les parrainages nécessaires. Il déclare avoir eu 476 promesses de parrainage, mais que de nombreux maires se sont rétractés après sa mise en examen pour détournement de parrainages. Il appelle alors à voter François Bayrou.
En 2007, il annonce plus de 400 candidats RCF aux législatives, mais après l'affaire des « faux guides officiels », il n'y en a finalement qu'un, dans la première circonscription de l'Allier (ce dernier, le docteur Hugues Auvray, obtient 0,45 % des suffrages).
En 2011, il annonce son intention de présenter sa candidature à l'élection présidentielle de 2012. Il ne réussit pas à atteindre le seuil des 500 parrainages, indiquant au soir du dépôt des candidatures n'en avoir recueilli que 491.
En 2013, il se porte candidat à l'élection législative partielle de la troisième circonscription de Lot-et-Garonne à la suite de la démission de Jérôme Cahuzac. Il obtient le score de 0,42 %.
En 2014, lors des élections municipales, il est présent sur la liste de son frère, Christophe Miguet, sur la commune de Verneuil-sur-Avre. La liste recueille 7,69 % des voix, ce qui ne lui permet pas d'être élu au conseil municipal. Il est également candidat aux élections départementales l'année suivante, éliminé dès le premier tour avec 4,23 % des suffrages exprimés.
Le 9 avril 2016, à Bagnolet, il participe au banquet anniversaire des 65 ans du journal d'extrême-droite et antisémite Rivarol.
En 2017, il se porte à nouveau candidat à l'élection présidentielle, mais ne recueille que 15 parrainages,,. Candidat aux élections législatives de la même année, il obtient 2,58% des suffrages au premier tour.
En 2021, il se présente aux élections départementales dans le canton de Verneuil d'Avre et d'Iton et obtient 12,16% des suffrages exprimés au premier tour,.
Il est de nouveau candidat à l'élection présidentielle de 2022 et tente de recueillir les parrainages nécessaires en expédiant aux maires des paquets de chips Belsia d’un producteur fermier, comme exemple de la capacité de la Ferme France à briller.

### Controverses et démêlés judiciaires
Ses soutiens affirment qu'il serait victime d'un « complot politico-médiatique » (redressements fiscaux, tracasseries administratives, etc.), en raison de ses critiques et prises de positions sur la politique fiscale (dénonciation des gaspillages publics et de la corruption) et le monde bancaire.
Ses détracteurs et la presse dénoncent son côté poujadiste, affairiste, une forte tendance au gouroutisme et le mélange des genres entre ses activités boursières et politiques. Ils affirment que les performances boursières affichées de ses conseils seraient largement surévaluées et l'accusent de manipulation de cours afin de s'enrichir au détriment de ses clients,.
En 1997, il est interdit de gérer une entreprise pour cinq ans à la suite de sa condamnation pour fraude fiscale et faillites douteuses.
En 1999, il est condamné en appel à huit mois de prison avec sursis pour « banqueroute, escroquerie et faux en écriture », après un mois de détention provisoire.
Le 29 avril 2003, le tribunal correctionnel de Paris le condamne à 7 500 euros de dommages-intérêts, pour avoir diffamé Jacques Cheminade, candidat concurrent à l'élection présidentielle de 2002. Le tribunal relève la « mauvaise foi caractérisée » de Nicolas Miguet affirmant sans preuve dans son journal que M. Cheminade « anime un mouvement classé comme secte […] et plusieurs fois mis en cause par la justice », qu'il a « un très lourd casier judiciaire comme profession de foi ». Ce casier a été présenté vierge au tribunal par Jacques Cheminade,.
En novembre 2003, une information judiciaire à son encontre fait suite à une plainte contre X avec constitution de partie civile déposée par l’ancienne direction d'Eurotunnel. Elle porte sur les délits présumés de « diffusion de fausses nouvelles » et de « manipulation de cours » à but spéculatif. Ceci fait suite aux conseils d'achat donnés à ses clients alors qu'il revendait ses titres au même moment.
En février 2004, il est condamné par le tribunal de grande instance de Paris à 10 000 euros de dommages-intérêts pour des propos diffamatoires et injurieux tenus entre août et octobre 2003 à l'égard du directeur général d'Eurotunnel, Richard Shirrefs.
Le 6 juillet 2005, le tribunal de grande instance de Paris le condamne à verser 6 000 euros de dommages-intérêts au PDG du groupe de luxe LVMH Bernard Arnault pour diffamation et insultes sur son service de conseils boursiers par téléphone.
Le 18 janvier 2007, la cour d'appel de Rouen le condamne, comme dirigeant de la société anonyme « Nicolas Miguet », à six mois de prison avec sursis, trois ans de mise à l'épreuve et 15 000 euros d'amende pour fraude à la TVA. En 1999, il avait soustrait 151 165 euros à l'État par application illégale du taux de TVA réduit (5,5 % et 2,1 %) au lieu du taux normal (20,6 %).
Le 26 février 2007, le Conseil constitutionnel met en garde les élus contre de « faux documents officiels » envoyés par Nicolas Miguet dans plusieurs départements préconisant notamment d'envoyer les parrainages à une adresse du 8e arrondissement de Paris « RF République Française - Opération parrainage 63, bd de Courcelles - 75008 Paris » qui est l'adresse du RCF dirigé par N. Miguet. Un candidat à l'élection présidentielle, Gérard Schivardi, annonce des poursuites pour diffamation, ce « guide officiel » contenant de fausses informations sur sa carrière politique.
Le 6 mars 2007, la brigade de répression de la délinquance aux personnes, sur instruction du parquet, place M. Miguet en garde à vue. Il est mis en examen pour « tentative de détournement d'acte ou de titre remis à une personne dépositaire de l'autorité publique » et « fabrication, vente, distribution d'imprimés officiels de nature à causer une méprise dans l'esprit du public ».
Le 13 janvier 2011, Nicolas Miguet est condamné à 500 000 euros d'amende par l'Autorité des marchés financiers (AMF). Ceci fait suite à une plus-value de 133 338 euros, réalisée sur les titres de la société Le Bélier. L'AMF lui reproche d'avoir acheté en mars 2009 environ 60 000 actions au prix de 1 euro environ, d'avoir ensuite conseillé à l'achat ce titre dans sa publication La Bourse, et d'avoir revendu ces actions 5 euros environ en avril. Le principal grief fait par l'AMF est le manque de loyauté vis-à-vis de ses clients : « Considérant qu’en diffusant, sans faire état du conflit d’intérêts dans lequel il s’était placé, des appréciations dont il ne pouvait ignorer qu’elles étaient de nature à induire en erreur ses lecteurs et auditeurs et les exposer à des pertes s’ils venaient à suivre ces recommandations, M. Nicolas Miguet, qui a tiré profit de cette situation, a manqué à la loyauté qu’il devait à ses lecteurs et gravement méconnu des principes essentiels de l’information financière, ».
Nicolas Miguet a fait appel mais, par un arrêt du 15 mars 2012, la cour d'appel de Paris l'a débouté de l'ensemble de ses demandes. En janvier 2014, il appelle à la manifestation Jour de colère,. Sa participation à cette journée a été rappelée tout au long des municipales parisiennes, Miguet apportant son soutien à Nathalie Kosciusko-Morizet. Patrick Klugman, avocat de SOS racisme et conseiller de Paris PS, dénonce ainsi les « fiançailles » de la candidate UMP à la mairie de Paris, Nathalie Kosciusko-Morizet, avec l'homme d'affaires, Nicolas Miguet, président du Rassemblement des contribuables français (RCF), qu'il qualifie d'« affairiste en affaires et poujadiste en politique ». Miguet dément un accord avec NKM, ainsi que son appartenance au mouvement Jour de colère.
Le 6 janvier 2020, la Commission des sanctions de l'Autorité des marchés financiers (AMF) annonce avoir infligé une amende de 150 000 euros à l'entreprise d'informatique Prologue et une autre de 100 000 euros à la société éditrice de publications financières Le Quotidien de Paris Editions, dirigées par Nicolas Miguet. Le Quotidien de Paris Editions a été épinglé pour avoir recommandé d'investir dans Prologue sans dévoiler ses liens commerciaux avec elle. Selon la Commission des sanctions, « ces liens étaient susceptibles de constituer un conflit d'intérêts significatif ». Son amende est cependant inférieure aux 700 000 euros requis.
Le 4 mars 2022, la Commission des sanctions de l’Autorité des marchés financiers (AMF) annonce avoir infligé une amende de 200 000 euros à Nicolas Miguet et de 800 000 euros à la société « Le Quotidien de Paris Editions », qu’il détient indirectement à plus de 99 % via sa holding personnelle, « Nicolas Miguet et Associés ». En cause : deux articles conseillant d’investir dans « une société spécialisée dans la conception et la commercialisation de dispositifs et d’outils de biopsie optique » que la Commission des sanctions a considéré devoir être considérés comme des « recommandations d’investissement » au sens du droit européen. Or, le droit européen impose des mécanismes de prévention des conflits d’intérêt qui n’ont pas été respectés. En effet, « préalablement à la publication de la première recommandation d’investissement, les sociétés Le Quotidien de Paris Editions et Nicolas Miguet & Associés ont acquis 125 000 titres de cette société, et […] postérieurement à la publication de cette première recommandation, ces deux sociétés ont chacune vendu 50 000 titres, de sorte qu’elles disposaient encore, lors de la publication de la seconde recommandation, de 75 000 titres ». La Commission des sanctions a également considéré que la publication de ces deux articles devait être considérée comme une manipulation de cours.
En 2023 son nom apparaît dans l’enquête visant le groupe Casino pour « manipulation de cours en bande organisée, corruption privée active et passive ». Il aurait été payé par Casino (800 000 euros selon la presse) pour défendre le cours de Bourse du distributeur, entre septembre 2018 et mai 2019, en faisant notamment des suggestions et des recommandations d'achat à ses lecteurs dans le but de faire monter le prix des actions du groupe.
Le 13 décembre 2023, il est condamné à deux ans d’emprisonnement, dont un an et demi ferme, et à une peine d’inéligibilité de cinq ans, pour manipulation du cours de l’action de sa propre société en 2018. Ses sociétés  et associations affiliées sont condamnées pour les mêmes faits à une amende de 1,3 million d'euros.

### Vie privée et famille
Divorcé, Nicolas Miguet a six enfants, dont une petite fille morte dans un accident domestique des suites d'un empoisonnement au monoxyde de carbone,. Il est le frère de Philippe Miguet.